# Subhasish Roy Chowdhury
Subhasish Roy Chowdhury (Calcutta, 27 settembre 1986) è un calciatore e allenatore di calcio indiano, portiere del Forca Kochi.

## Carriera

### Calciatore

#### Club
Ha giocato nella prima divisione indiana.

#### Nazionale
Ha partecipato alla Coppa d'Asia del 2011.
Tra il 2008 ed il 2012 ha totalizzato complessivamente 8 presenze con la nazionale indiana.

### Allenatore
Il 27 giugno 2025 ottiene il diploma come preparatore dei portieri rilasciato dalla AFC.

## Statistiche

### Cronologia presenze e reti in nazionale
| Cronologia completa delle presenze e delle reti in nazionale ― India | Cronologia completa delle presenze e delle reti in nazionale ― India | Cronologia completa delle presenze e delle reti in nazionale ― India | Cronologia completa delle presenze e delle reti in nazionale ― India | Cronologia completa delle presenze e delle reti in nazionale ― India | Cronologia completa delle presenze e delle reti in nazionale ― India | Cronologia completa delle presenze e delle reti in nazionale ― India | Cronologia completa delle presenze e delle reti in nazionale ― India |
| Data                                                                 | Città                                                                | In casa                                                              | Risultato                                                            | Ospiti                                                               | Competizione                                                         | Reti                                                                 | Note                                                                 |
| -------------------------------------------------------------------- | -------------------------------------------------------------------- | -------------------------------------------------------------------- | -------------------------------------------------------------------- | -------------------------------------------------------------------- | -------------------------------------------------------------------- | -------------------------------------------------------------------- | -------------------------------------------------------------------- |
| 27-2-2012                                                            | Dubai                                                                | Azerbaigian                                                          | 3 – 0                                                                | India                                                                | Amichevole                                                           | -3                                                                   |                                                                      |
| 13-3-2012                                                            | Kathmandu                                                            | Corea del Nord                                                       | 4 – 0                                                                | India                                                                | AFC Challenge Cup                                                    | -4                                                                   |                                                                      |
| Totale                                                               |                                                                      | Presenze                                                             | 2                                                                    |                                                                      | Reti                                                                 | -7                                                                   |                                                                      |

## Palmarès

### Club

#### Competizioni nazionali
- Durand Cup: 2

East Bengal: 2004
Mahindra United: 2008
- Coppa della Federazione indiana: 1

Mahindra United: 2005
- IFA Shield: 2

Mahindra United: 2006, 2008
- Indian Super League: 1

Atlético de Kolkata: 2014